# Cliffortia cuneata
Cliffortia cuneata är en rosväxtart som beskrevs av Jonas Dryander. Cliffortia cuneata ingår i släktet Cliffortia och familjen rosväxter. Utöver nominatformen finns också underarten C. c. cylindrica.